# 3413 Andriana
3413 Andriana eller 1983 CB3 är en asteroid i huvudbältet som upptäcktes den 15 februari 1983 av den amerikanske astronomen Norman G. Thomas vid Anderson Mesa Station. Den har fått sitt namn efter upptäckarens barnbarn, Andriana M. Hazelton.
Asteroiden har en diameter på ungefär 5 kilometer och den tillhör asteroidgruppen Flora.